# 전류 (오대)
전류(錢鏐, Qian Liu, 852년 3월 10일(음력 2월 16일) ~ 932년 5월 6일(음력 3월 28일))는 중국 5대 10국 시대의 오월의 창건자이자 초대 국왕(재위 : 896년 ~ 932년). 묘호는 태조(太祖)이며, 시호는 무숙왕(武肅王). 자(字)는 구미(具美)이다.

## 생애
그는 항주 출신으로 젊을 적에 소금의 밀매에 관여했던 인물이었다. 당나라 말기 황소의 난이 발발하자, 이 지역에서 동창(董昌)이란 자가 현지의 토호들을 중심으로 병사를 모아 항주8도(杭州八都)라고 부르는 군단을 만들자 전류도 여기에 참가해 공적을 세워 887년 고향의 항주자사가 되었다.
그 후 항주8도를 자신의 것으로 만들고 남쪽의 민(閩)과 항쟁하면서 소주(蘇州), 상주(常州)를 확보하고 896년에 진해(鎭海), 진동(鎭東) 양군절도사(兩軍節度使)가 되어 저장성을 지배했다.
907년 주전충이 후량을 세우자, 그에게 복종하여 오월왕이 되었고, 후량을 후당이 멸망시키자 이번엔 후당에게 복종하면서 북쪽의 오와 남쪽의 민에 대항했다.
내정면에서는 농지개발 및 수도 항주의 확대와 보수를 실시하고, 해상무역을 통해 고려와 일본과도 교류했다. 또한 이것으로 얻어진 막대한 이익을 가지고, 문화인을 보호하였다. 한편 백성들에게는 닭, 물고기, 계란 등의 생활 용품에 소비세를 걷기도 하였다.
전류가 932년에 죽자, 5남인 전원관(錢元瓘)이 뒤를 계승했다.

## 가족 관계

### 부모
- 부친 : 추존왕 영현왕(英顯王) 전관(錢寬)
- 모친 : 추존비 조국태현태부인(趙國太玄太夫人) 수구씨(水丘氏)

### 정실
| 봉호           | 시호               | 이름(성씨) | 별칭                                                                 | 재위년도      | 생몰년도      | 비고 |
| -------------- | ------------------ | ---------- | -------------------------------------------------------------------- | ------------- | ------------- | ---- |
| 국부인(國夫人) | 소의부인(昭懿夫人) | 진씨(陳氏) | 진국태부인(晉國太夫人)                                               | (추존)        |               |      |
| 국부인(國夫人) | 장목부인(莊穆夫人) | 오씨(吳氏) | 오월국정덕부인(吳越國正德夫人) 진국부인(晉國夫人) 연국부인(燕國夫人) | 907년 ~ 919년 | 858년 ~ 919년 |      |

### 첩실
| 봉호       | 시호               | 이름(성씨) | 별칭               | 생몰년도 | 비고 |
| ---------- | ------------------ | ---------- | ------------------ | -------- | ---- |
| 부인(夫人) | 경안부인(慶安夫人) | 호씨(胡氏) |                    |          |      |
| 부인(夫人) |                    | 마씨(馬氏) |                    |          |      |
| 부인(夫人) |                    | 김씨(金氏) |                    |          |      |
| 부인(夫人) |                    | 장씨(章氏) |                    |          |      |
| 부인(夫人) |                    | 동씨(童氏) | 제남부인(濟南夫人) |          |      |
| 부인(夫人) |                    | 진씨(陳氏) |                    |          |      |
| 부인(夫人) |                    | 정씨(鄭氏) |                    |          |      |

### 왕자
| -  | 봉호               | 시호       | 이름                          | 생몰년도      | 생모          | 별칭               | 비고                            |
| -- | ------------------ | ---------- | ----------------------------- | ------------- | ------------- | ------------------ | ------------------------------- |
| 1  |                    |            | 전전련(錢傳璉) 전원련(錢元璉) | 877년 ~ 894년 | 소의부인 진씨 |                    |                                 |
| 2  | 영국공(寧國公)     |            | 전전기(錢傳璣) 전원기(錢元璣) | 877년 ~ 910년 | 경안부인 호씨 | 완릉후(宛陵侯)     |                                 |
| 3  | 운국공(雲國公)     |            | 전전개(錢傳鍇) 전전영(錢傳瑛) | 878년 ~ 913년 | 장목부인 오씨 |                    |                                 |
| 4  | 영가후(永嘉侯)     |            | 전전수(錢傳璲) 전원수(錢元璲) | 880년 ~ 933년 | 경안부인 호씨 |                    |                                 |
| 5  | 금화군왕(金華郡王) | 선혜(宣惠) | 전전숙(錢傳璹) 전원의(錢元懿) | 886년 ~ 951년 | 부인 김씨     |                    |                                 |
| 6  | 광릉군왕(廣陵郡王) | 선의(宣義) | 전전료(錢傳璙) 전원료(錢元璙) | 887년 ~ 942년 | 장목부인 오씨 | 소주자사(蘇州刺史) |                                 |
| 7  | 오왕(吳王)         |            | 전전관(錢傳瓘) 전원관(錢元瓘) | 887년 ~ 941년 | 소의부인 진씨 |                    | 오월 제2대 군주 문목왕(文穆王). |
| 8  | 여요후(餘姚侯)     |            | 전전구(錢傳瞿) 전원구(錢元瞿) | 887년 ~ 924년 | 제남부인 동씨 |                    |                                 |
| 9  | 부남후(扶南侯)     |            | 전전구(錢傳球) 전원구(錢元球) | 888년 ~ 937년 | 부인 김씨     | 대팽현후(大彭縣侯) |                                 |
| 10 | 금화후(金華侯)     |            | 전전계(錢傳㻑) 전원계(錢元㻑) | 889년 ~ ?     | 장목부인 오씨 | 의주자사(義州刺史) |                                 |
| 11 |                    |            | 전전근(錢傳瑾) 전원근(錢元瑾) | 889년 ~ 903년 | 소의부인 진씨 |                    | 요절함.                         |
| 12 | 회음후(淮陰侯)     |            | 전전향(錢傳珦) 전원향(錢元珦) | 889년 ~ 937년 | 경안부인 호씨 |                    |                                 |
| 13 | 만주자사(巒州刺史) |            | 전전염(錢傳琰) 전원윤(錢元玧) | 890년 ~ ?     | 부인 김씨     |                    |                                 |
| 14 | 신안후(新安侯)     |            | 전전수(錢傳琇) 전원숙(錢元璛) | 890년 ~ 925년 | 장목부인 오씨 |                    |                                 |
| 15 | 삽국공(霅國公)     |            | 전전경(錢傳景)                | 891년 ~ 921년 | 장목부인 오씨 | 호주자사(湖州刺史) |                                 |
| 16 |                    |            | 전원유(錢元裕)                | 891년 ~ ?     | 소의부인 진씨 |                    |                                 |
| 17 | 팽성군후(彭城郡侯) |            | 전전우(錢傳祐) 전원우(錢元祐) | 893년 ~ ?     | 소의부인 진씨 |                    |                                 |
| 18 | 수주자사(秀州刺史) |            | 전원필(錢元弼)                | 894년 ~ ?     | 소의부인 진씨 |                    |                                 |
| 19 | 온주자사(溫州刺史) |            | 전전원(錢傳邧) 전원원(錢元邧) | 898년 ~ 922년 |               |                    |                                 |
| 20 |                    |            | 전원탁(錢元琢)                | 898년 ~ ?     | 경안부인 호씨 |                    |                                 |
| 21 | 전당후(錢塘侯)     |            | 전전박(錢傳璞) 전원박(錢元璞) | 898년 ~ ?     | 부인 장씨     |                    |                                 |
| 22 |                    |            | 전전당(錢傳璫) 전원당(錢元璫) | 899년 ~ 970년 | 부인 김씨     |                    |                                 |
| 23 | 오흥후(吳興侯)     |            | 전원림(錢元琳)                | 899년 ~ ?     | 장목부인 오씨 |                    |                                 |
| 24 |                    |            | 전원순(錢元珣)                | 911년 ~ ?     | 부인 김씨     |                    |                                 |
| 25 |                    |            | 전원연(錢元𣶒)                | 912년 ~ ?     | 소의부인 진씨 |                    |                                 |
| 26 |                    |            | 전원침(錢元琛)                | 922년 ~ ?     | 부인 동씨     |                    |                                 |
| 27 |                    |            | 전원번(錢元璠)                | 925년 ~ ?     | 부인 진씨     |                    |                                 |
| 28 | 영명왕(寧明王)     |            | 전원괴(錢元璝)                | 925년 ~ 965년 | 부인 동씨     |                    |                                 |
| 29 |                    |            | 전원욱(錢元勗)                | 927년 ~ ?     | 부인 진씨     |                    |                                 |
| 30 |                    |            | 전원희(錢元禧)                | 929년 ~ ?     | 경안부인 호씨 |                    |                                 |
| 31 |                    |            | 전원규(錢元珪)                |               |               |                    |                                 |
| 32 |                    |            | 전원이(錢元𤪙)                |               |               |                    |                                 |

## 참고 문헌
- 《자치통감》(資治通鑑)
- 《십국춘추》(十國春秋)
- 《신오대사》(新五代史)

| 전임 (6년 전) 주보 설랑 (권한대행) | 진해군절도사 893년 ~ 928년 | 후임 (항주) 전원관 (윤주) 서온 |

| 전임 동창 (위승군에서 군호 변경) | 진동군절도사 897년 ~ 928년 | 후임 전원관 |

| 전임 없음 (왕조 창건) | 제1대 오월의 국왕 907년 ~ 932년 | 후임 7남 문목왕 전원관 |